# Attentat de Kongsberg
L'attentat de Kongsberg est survenu le 13 octobre 2021 lorsqu'un homme a tiré sur huit personnes avec un arc et des flèches à Kongsberg, dans le comté de Viken, en Norvège, une ville située à environ 70 kilomètres au sud-ouest de la capitale Oslo. Cinq personnes ont été tuées et trois autres ont été blessées. Un suspect de sexe masculin, un Danois de 37 ans, a par la suite été placé en garde à vue.

## Attaque
L'agresseur aurait lancé l'assaut à l'intérieur d'un supermarché à Kongsberg, puis se serait déplacé sur une surface plus étendue. La police a d'abord été informée d'une attaque à 18 h 12. Les appelants ont signalé une personne se promenant avec d'après elles un arc et des flèches ; certaines sources ont déclaré qu'il s'agissait d'une arbalète. Les arbalètes sont juridiquement équivalentes aux armes à feu en Norvège et ne sont pas autorisées pour la chasse. Des images ont été publiées de flèches logées dans les murs sur les lieux.
Ils ont d'abord confronté l'agresseur à 18 h 18 et une arrestation a été effectuée à 18 h 47. L'attaque a entraîné une vaste réponse d'urgence incluant la police, lourdement armée, plus de dix ambulances et deux hélicoptères. La police norvégienne patrouille généralement sans armes, mais ses agents ont reçu pour instruction de s'équiper temporairement de fusils après l'attaque.

## Victimes
Les cinq tués étaient quatre femmes et un homme, âgés de 44 à 78 ans, dont la musicienne Andrea Haugen. Les trois personnes qui ont été blessées n'ont pas subi de blessures mettant leur vie en danger ; l'un d'eux était un policier en congé.

## Enquête
L'agresseur a été conduit au poste de police de Drammen, où son avocat de la défense, Fredrik Neumann, a déclaré que son client a été interrogé pendant plus de trois heures et a coopéré avec les autorités et a avoué l'attaque. Le service de sécurité de la police norvégienne enquête pour savoir si l'incident est lié au terrorisme.
Après les premiers jours d’enquête, il ressort que la maladie mentale constitue le motif probable de l'attaque selon la police norvégienne.

## Auteur
L'agresseur, Espen Andersen Bråthen, est un homme de 37 ans né en Norvège d'un père norvégien et d'une mère danoise et qui a vécu toute sa vie dans le pays ; il vivait à Kongsberg au moment de l'attaque.
L'agresseur était connu de la police. Cette dernière avait été en contact avec lui pour la dernière fois en 2020 et s'était inquiétée de ses possibles opinions extrémistes. Il a eu plusieurs condamnations pénales antérieures pour introductions par effraction, possession de cannabis et menaces contre des membres de sa famille.
Contrairement à des informations publiées dans la presse peu après le massacre, la police indique que l'agresseur ne s'était vraisemblablement pas converti à l'islam.
L'homme est placé dans un hôpital psychiatrique après avoir été interrogé.